# Кёрбер, Вилем
Вилем Кёрбер (чеш. Vilém Körber; 5 августа 1845, Прага, Земли Чешской короны — 11 декабря 1899, Прага, Цислейтания) — чешский анархист, журналист, террорист, организатор взрыва перед зданием полицейского управления Праги, первого террористического акта на территории Чехии.

## Биография

### Детство и юность
Родился 5 августа 1845 года в семье торговца с древесиной Карла Кёрбера, который скончался, когда Вилему было всего два года.
Стал принимать участие в различных социалистических организациях и движениях с шестидесятых годов XIX века.

### Террористический акт
В ночь с 10 на 11 июня 1869 года возле здания полицейского управления в Праге взорвалась бомба. В здании управления было разбито 17 оконных стёкол, в доме №339 напротив, где находилось кафе, 14 стёкол. 12 июня было объявлено о вознаграждении в 1000 гульденов за информацию, которая могла привести к аресту преступников. В течение нескольких дней полиция поймала машиниста Вилема Кёрбера, его брата Ченька Кёрбера, студента Франтишека Колациго и чиновника Алоиса Гроссмана. Все они были членами тайного общества «Бланик».
Всей группе было предъявлено обвинение в государственной измене. Государственный обвинитель предложил приговорить Вилема Кёрбера к двенадцати годам лишения свободы. Обвиняемых защищал известный адвокат Антонин Чижек. Благодаря хорошей защите преступники получили относительно мягкие приговоры. Вилем не был признан виновным в государственной измене, а был признан виновным лишь в нарушении общественного порядка и приговорен к 7 месяцам тюремного заключения. Он был единственным, кто не обжаловал приговор суда. Остальные члены группы были освобождены по амнистии 1871 года.

### Дальнейшая жизнь
Отбыв наказание, был освобожден и продолжил заниматься социалистической и анархисткой деятельностью. С 1883 года издавал социал-демократический, позднее анархистский журнал «Век свободы» (с 1888, после разлада с издательством «Вурстиаль», журнал выходил под названием «Новый век свободы»).
Второй раз он был арестован в связи с так называемым королевским рескриптом, согласно которому земельное самоуправление должно было быть восстановлено в сентябре 1871 года и который был отменен сразу же после его издания. За одну ночь в Праге появились плакаты с полным текстом рескрипта. Удивленная произошедшим полиция, арестовала несколько человек, в том числе Вилема Кёрбера. Всех их длительное время держали под стражей, но их причастность к этому действию против них не была доказана.
12 октября 1877 года издал в Праге первый номер «Рабочих новостей». В восьмидесятые годы был активным членом Чехославянской социал-демократической рабочей партии.
Был делегатом парижского конгресса Второго интернационала в июле 1889 года и делегатом на съезде в Хайнфельде австрийских социал-демократов. Принимал значительное участие в подготовке к празднованию 1 мая 1890 года. Имел тесные контакты с северочешскими рабочими и шахтёрами. Благодаря этому, в его журнале появилось приложение, которое стало первым профессиональным изданием для шахтёров. В декабре 1891 года он был исключен из партии чешских социал-демократов за свои анархистские взгляды. Причиной исключения стала принадлежность в внутрипартийной оппозиции. Стал одним из главных представителей так называемого «Независимого социализма», позднее анархизма на севере Богемии, где он встретил единомышленника Гынка Голуба.

### Последние годы жизни и смерть
В период с 1895 по 1896 находился в заключении. С 1898 года стал издавать новую серию журнала «Омладина», а также газету «Авангард» во Вршовицах в Праге. 16 июля 1899 года в Ломе в северной Чехии прошла анархистская конференция, на которой присутствовало 130 делегатов. Предполагалось установить мандат и состав чешской делегации на международном анархистско-синдикалистском конгрессе в Париже в 1900 году. Конференция была распущена полицией, а 15 анархистов были арестованы, в том числе уже тяжело больного Кёрбера. В конечном счёте тот был оправдан, но из-за давления государственного обвинителя, ему пришлось провести ещё несколько дней в тюрьме. В тюрьме здоровье Кёрбера резко ухудшилось. Все были освобождены только 30 ноября 1899 года.
Скончался в ночь с 11 на 12 декабря 1899 года.

### Похороны
14 декабря 1899 года состоялись похороны в семейной усыпальнице на Ольшанском кладбище, которые в то же время стали тихой манифестацией. По Праге распространялись красные листовки с информацией о смерти Кёрбера. На похоронах присутствовала многочисленная делегация северочешских рабочих и шахтёров. Кёрбер был похоронен в белом гробу, украшенный букетом красных цветов и символическими кандалами, которые не сняли даже после вмешательства полиции. Журнал «Омладина», редактором которого был покойный, несла на специальной подушке его давняя спутница, анархистка Элла Скалова.